# Vogelfreistätte Salzachmündung
Die Vogelfreistätte Salzachmündung ist ein Naturschutzgebiet in den Landkreisen Altötting und Rottal-Inn in Oberbayern. Es erstreckt sich südöstlich des Kernortes der Marktes Marktl entlang des Inn und der Salzach entlang der südlich und südöstlich verlaufenden Staatsgrenze zu Österreich. Östlich des Gebietes verläuft die B 12 und westlich die AÖ 24.

## Bedeutung
Das 569,54 ha große Gebiet mit der Nr. NSG-00419.01 wurde im Jahr 1992 unter Naturschutz gestellt. Dabei entfällt auf den Landkreis Altötting eine Fläche von 288,03 ha und auf den Landkreis Rottal-Inn eine von 281,51 ha.
In dem Gebiet brüten viele Vogelarten, viele mehr ziehen durch. Darüber hinaus lebt dort eine Vielzahl weiterer Tierarten, z. B. Biber und Schilfeulenarten.